# Vintergröna
Vintergröna (Vinca minor) är en art i familjen oleanderväxter.

## Andra namn
Gravmyrten, Sinngröna, Vanlig vintergröna.
Vintergröna har förr använts på vitpyrola (Pyrola rotundifolia) från familjen ljungväxter (Ericaceae).

## Beskrivning
Vintergrönan är en städsegrön, krypande och rotslående buske. Blommande grenar kan bli 20 cm höga. Bladen är motsatta, enkla och helbräddade. De är kala, mörkt gröna och blanka, äggrunda till elliptiska och läderartade med tydliga nerver.
Blommorna sitter ensamma i bladvecken på 1–1,5 cm långa skaft, de är blåvioletta, sällan vita eller rödaktiga. Blomningstid i maj–juni, med enstaka blommor över hela säsongen. Foderflikarna är smalt elliptiska, 3–5 mm långa. Kronan är trattlik med ett utbrett, femflikigt bräm, 2,5–3 cm i diameter. Frukten består av två baljkapslar. Dessa innehåller dock bara ett fåtal frön. Arten sätter sällan frukt, utan förökar sig vegetativt.

## Förväxlingsart
Vintergröna är närstående och mycket lik stor vintergröna (V. major), men den senare har något håriga blad med tvärt avhuggen eller hjärtlik bladbas. Blomskaften är 3–5 cm långa.

## Habitat
Västra, centrala och södra Europa, Mindre Asien, Krim och Kaukasus.
Vintergröna odlas som trädgårdsväxt i Sverige och förekommer även förvildad.

## Etymologi
- Vinca kan härledas från latin pervinco som betyder besegra, övermanna. Detta syftande på växtens invasiva egenskap. Arten räknas som invasiv i Nordamerika men inte i Europa.
- Minor betyder mindre, major betyder större.

## Förädlade sorter
| Namn                                                              | Storlek (cm)          | Blad                                                                         | Blommor                                                                       | Övrigt                                                                                        |
| ----------------------------------------------------------------- | --------------------- | ---------------------------------------------------------------------------- | ----------------------------------------------------------------------------- | --------------------------------------------------------------------------------------------- |
|                                                                   |                       |                                                                              |                                                                               |                                                                                               |
| Alba                                                              | 10–15                 | Små och rundade, mellangröna                                                 | Vita, enkla                                                                   |                                                                                               |
| Alba Plena Synonymer Albo Plena, Plena                            | 10–15                 | Vita, dubbla                                                                 |                                                                               |                                                                                               |
| Alba Variegata                                                    | 10–15                 | Gröna med oregelbundna gräddvita kanter                                      | Vita, enkla                                                                   |                                                                                               |
| Alpina                                                            | 10–15                 | Rosenröda, dubbla                                                            |                                                                               |                                                                                               |
| Argenteovariegata                                                 | 10–15                 | Gröna med oregelbundet vita kanter                                           | Blå, enkla                                                                    |                                                                                               |
| Atropurpurea Synonym Purpurea                                     | 10–15                 | Glänsande, mörkt gröna                                                       | Färger mörkt purpur till rödaktigt lavendel eller rödviolett                  | Vårblommande                                                                                  |
| Aureovariagata                                                    | 10–15                 | Gröna med vita och ljust guldgula kanter Vissa grenar får helt guldgula blad | Blå, enkla                                                                    |                                                                                               |
| Blue and Gold                                                     | 10–15                 | Variegerade i guldgult                                                       | Blå                                                                           |                                                                                               |
| Bowlesii Synonymer Bowles, Bowle's Variety, 'La Grave. Mrs Bowles | 10–15                 | Relativt stora, glänsande gröna                                              | Stora blommor från vår till höst. Färger intensivt blå eller purpurblå, enkla | En av de bästa sorterna. Mattbildande, korta rankor och inte lika invasiv som ursprungsformen |
| Burgundy                                                          | 10–15                 | Gröna                                                                        | Ljust purpurvioletta, enkla                                                   |                                                                                               |
| Dart's Blue                                                       | 10–15                 | Gröna                                                                        | Ljust blå, enkla                                                              | Mindre mottaglig för sjukdomar än Bowle's Variety Mattbildande utan långa rankor              |
| Double Purple                                                     | Gröna                 | Stora, purpuraktiga, dubbla                                                  |                                                                               |                                                                                               |
| Emily Joy                                                         | 20–30                 | Stora, gräddvita. Rikblommande                                               | Namngiven efter Dale Hendricks (North Creek Nurseries) dotter                 |                                                                                               |
| Flore Pleno Synonymer Florepleno, Multiplex                       | 10–15                 | Gröna                                                                        | Purpurblå, dubbla                                                             |                                                                                               |
| Golden                                                            | 10–15                 | Variegerade i vitt och guldgult                                              | Vita                                                                          |                                                                                               |
| Golden Bowles                                                     | Gröna med gula kanter | Blå                                                                          | Möjligen samma sort som 'Golden'                                              |                                                                                               |
| Gruner Teppich                                                    | 10–15                 |                                                                              |                                                                               |                                                                                               |
| Illumination                                                      | 10-15                 | Gulgula med mörkt gröna kanter Andra året blir bladen helt gröna             | Lavendelblå                                                                   | Relativt snabbväxande, men inte lika invasiv som ursprungsformen Bildar långa rankor          |
| Minor's Gold                                                      | 10–15                 | Glänsande, mörkt gröna, oregelbundet marmorerade i gult, huvudnerver gula    | Djupt blå, enkla                                                              |                                                                                               |
| Miss Jekyll Synonymer Gertrude Jekyll, Mrs Gertrude Jekyll        | 10                    | Små och smala, mörkt gröna                                                   | Små, vita                                                                     | Rankorna trycker sig närmre marken än andra sorter Rikblommig. Dvärgväxande, kompakt sort     |
| Ralph Shugert                                                     | 10–15                 | Ovala, med en oregelbunden vit kant                                          | Himmelsblå                                                                    |                                                                                               |
| Rosea                                                             | Gröna                 | Rosa                                                                         |                                                                               |                                                                                               |
| Sterling Silver                                                   | 10–15                 | Gröna med oregelbundet gräddvita kanter                                      | Djupt blå, enkla                                                              |                                                                                               |
| Valley Glow                                                       | 10–15                 | Unga blad är gulgröna, senare ljust gröna                                    | Vita, enkla                                                                   | Stammar gula                                                                                  |
| Variegata                                                         | 10–15                 | Oregelbundna gulvita kanter                                                  | Blekblå, enkla                                                                |                                                                                               |

## Folkmedicin
Av bladen kan man få en drog som har använts mot hudåkommor, särskilt i hårbottnen. Det verksamma ämnet har viss blodstillande verkan. Utdraget har även använts som munvatten i tron att det skulle bota difteri.
I Afrika har extrakt använts mot diabetes.